# Ligne Kintetsu Nagoya
La ligne Kintetsu Nagoya (近鉄名古屋線, Kintetsu Nagoya-sen) est une ligne ferroviaire du réseau Kintetsu située dans les préfectures d'Aichi et Mie au Japon. Elle relie la gare de Kintetsu-Nagoya à Nagoya à la gare d'Ise-Nakagawa à Matsusaka. C'est une ligne avec un fort trafic de trains de banlieue, mais également avec des services express vers Osaka et Ise-Shima.

## Histoire
La ligne a été inaugurée le 10 septembre 1915 entre Shiroko et Takadahonzan par le chemin de fer d'Ise (伊勢電気鉄道, Ise Denki Tetsudō). La ligne est ensuite prolongée par étape jusqu'à Kuwana et Ise-Nakagawa entre 1917 et 1930. En 1936, la ligne est acquise par la Sangū Express Railway (参宮急行電鉄, Sangū Kyūkō Dentetsu). En 1938, la portion Nagoya - Kuwana est ouverte par Kansai Express Railway (関西急行電鉄, Kansai Kyūkō Dentetsu). En 1940, la Kansai Express Railway absorbe la Sangū Express Railway, avant devenir l'actuelle Kintetsu en 1944.

## Caractéristiques

### Ligne
- Ecartement : 1 435 mm
- Alimentation : 1 500 V par caténaire

### Interconnexion
La ligne possède deux branches, la ligne Kintetsu Yunoyama et la ligne Kintetsu Suzuka, mais peu de services sont interconnectés. Au bout de la ligne à Ise-Nakagawa, la plupart des trains continuent vers la ligne Kintetsu Osaka ou la ligne Kintetsu Yamada.

### Liste des gares

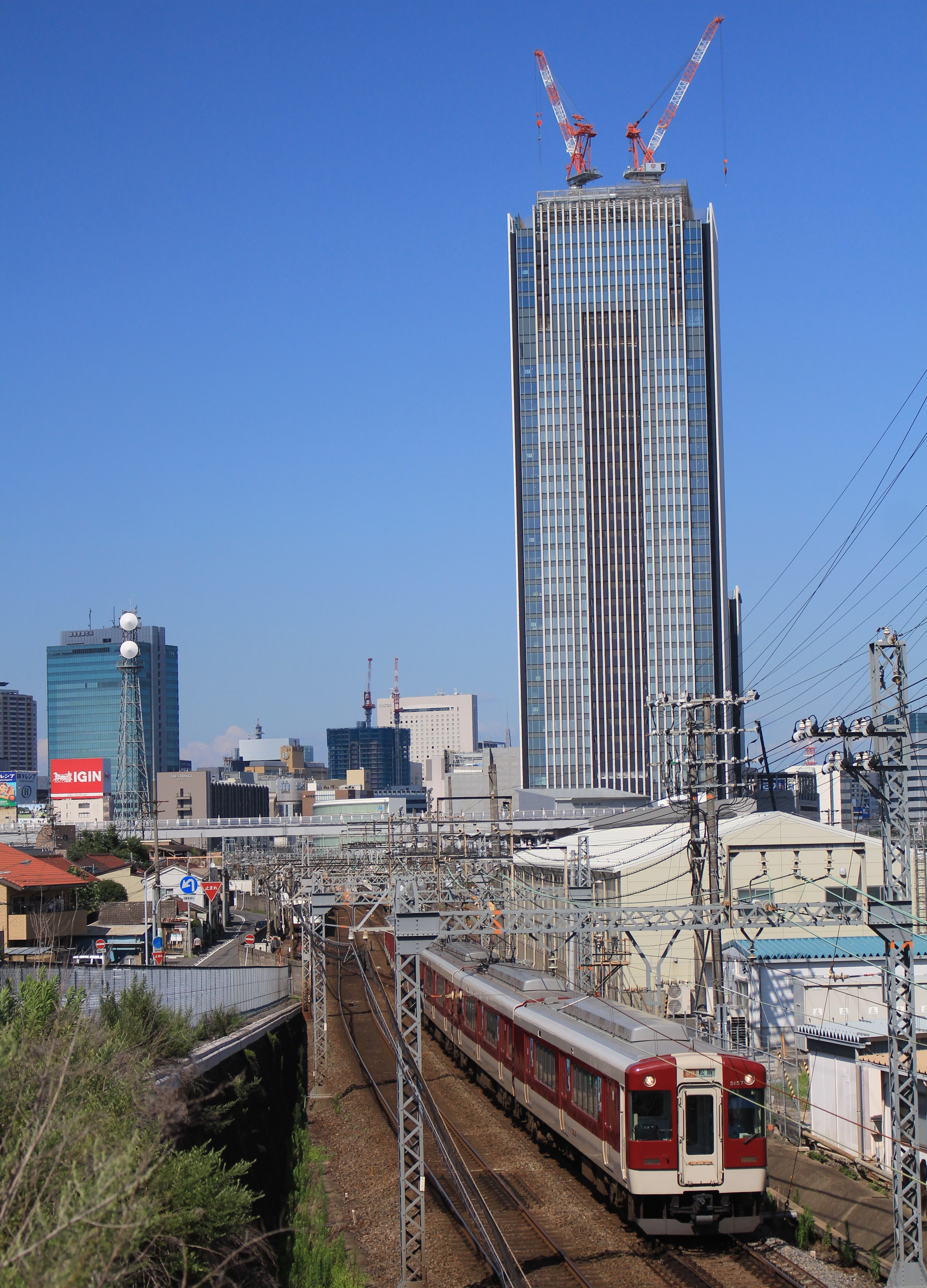
La ligne à Nagoya

La ligne comporte 44 gares numérotées de E01 à E61.
| Numéro | Gare               | Nom japonais | Distance depuis Kintetsu-Nagoya (km) | Correspondances | Localisation | Localisation       |
| ------ | ------------------ | ------------ | ------------------------------------ | --- | ------------ | ------------------ |
| E01    | Kintetsu-Nagoya    | 近鉄名古屋   | 0                                    | JR Central : Tōkaidō Shinkansen, Chūō, Kansai, Tōkaidō (à Nagoya) Meitetsu : Nagoya (à Meitetsu Nagoya) Nagoya Rinkai Rapid Transit : Aonami (à Nagoya) Métro de Nagoya : Higashiyama, Sakura-dōri (à Nagoya) | Nagoya       | Préfecture d'Aichi |
| E02    | Komeno             | 米野         | 1,1                                  | | Nagoya       | Préfecture d'Aichi |
| E03    | Kogane             | 黄金         | 2,1                                  | | Nagoya       | Préfecture d'Aichi |
| E04    | Kasumori           | 烏森         | 2,8                                  | | Nagoya       | Préfecture d'Aichi |
| E05    | Kintetsu-Hatta     | 近鉄八田     | 3,8                                  | JR Central : Kansai (à Hatta) Métro de Nagoya : Higashiyama (à Hatta) | Nagoya       | Préfecture d'Aichi |
| E06    | Fushiya            | 伏屋         | 6,4                                  | | Nagoya       | Préfecture d'Aichi |
| E07    | Toda               | 戸田         | 8,4                                  | | Nagoya       | Préfecture d'Aichi |
| E08    | Kintetsu-Kanie     | 近鉄蟹江     | 9,7                                  | | Kanie        | Préfecture d'Aichi |
| E09    | Tomiyoshi          | 富吉         | 12,1                                 | | Kanie        | Préfecture d'Aichi |
| E10    | Sakogi             | 佐古木       | 13,1                                 | | Yatomi       | Préfecture d'Aichi |
| E11    | Kintetsu-Yatomi    | 近鉄弥富     | 16,1                                 | JR Central : Kansai (à Yatomi) Meitetsu : Bisai (à Yatomi) | Yatomi       | Préfecture d'Aichi |
| E12    | Kintetsu-Nagashima | 近鉄長島     | 19,5                                 | | Kuwana       | Préfecture de Mie  |
| E13    | Kuwana             | 桑名         | 23,8                                 | JR Central : Kansai Yoro Railway : Yōrō Sangi Railway : Hokusei (à Nishi-Kuwana) | Kuwana       | Préfecture de Mie  |
| E14    | Masuo              | 益生         | 24,8                                 | | Kuwana       | Préfecture de Mie  |
| E15    | Ise-Asahi          | 伊勢朝日     | 27,4                                 | | Asahi        | Préfecture de Mie  |
| E16    | Kawagoe Tomisuhara | 川越富洲原   | 30,0                                 | | Kawagoe      | Préfecture de Mie  |
| E17    | Kintetsu-Tomida    | 近鉄富田     | 31,6                                 | Sangi Railway : Sangi | Yokkaichi    | Préfecture de Mie  |
| E18    | Kasumigaura        | 霞ヶ浦       | 33,5                                 | | Yokkaichi    | Préfecture de Mie  |
| E19    | Akuragawa          | 阿倉川       | 34,6                                 | | Yokkaichi    | Préfecture de Mie  |
| E20    | Kawaramachi        | 川原町       | 35,7                                 | | Yokkaichi    | Préfecture de Mie  |
| E21    | Kintetsu-Yokkaichi | 近鉄四日市   | 36,9                                 | Kintetsu : Yunoyama Yokkaichi Asunarou Railway : Utsube (à Asunarou Yokkaichi) | Yokkaichi    | Préfecture de Mie  |
| E22    | Shinshō            | 新正         | 38,1                                 | | Yokkaichi    | Préfecture de Mie  |
| E23    | Miyamado           | 海山道       | 39,6                                 | | Yokkaichi    | Préfecture de Mie  |
| E24    | Shiohama           | 塩浜         | 40,8                                 | | Yokkaichi    | Préfecture de Mie  |
| E25    | Kita-Kusu          | 北楠         | 42,6                                 | | Yokkaichi    | Préfecture de Mie  |
| E26    | Kusu               | 楠           | 44,2                                 | | Yokkaichi    | Préfecture de Mie  |
| E27    | Nagonoura          | 長太ノ浦     | 45,6                                 | | Suzuka       | Préfecture de Mie  |
| E28    | Mida               | 箕田         | 47,0                                 | | Suzuka       | Préfecture de Mie  |
| E29    | Ise-Wakamatsu      | 伊勢若松     | 48,3                                 | Kintetsu : Suzuka (interconnexion) | Suzuka       | Préfecture de Mie  |
| E30    | Chiyozaki          | 千代崎       | 50,1                                 | | Suzuka       | Préfecture de Mie  |
| E31    | Shiroko            | 白子         | 52,9                                 | | Suzuka       | Préfecture de Mie  |
| E32    | Tsuzumigaura       | 鼓ヶ浦       | 54,1                                 | | Suzuka       | Préfecture de Mie  |
| E33    | Isoyama            | 磯山         | 56,0                                 | | Suzuka       | Préfecture de Mie  |
| E34    | Chisato (ja)       | 千里         | 57,6                                 | | Tsu          | Préfecture de Mie  |
| E35    | Toyotsu-Ueno       | 豊津上野     | 59,8                                 | | Tsu          | Préfecture de Mie  |
| E36    | Shiratsuka         | 白塚         | 61,7                                 | | Tsu          | Préfecture de Mie  |
| E37    | Takadahonzan       | 高田本山     | 64,1                                 | | Tsu          | Préfecture de Mie  |
| E38    | Edobashi           | 江戸橋       | 65,3                                 | | Tsu          | Préfecture de Mie  |
| E39    | Tsu                | 津           | 66,5                                 | JR Central : Kisei Ise Railway : Ise | Tsu          | Préfecture de Mie  |
| E40    | Tsu-shimmachi      | 津新町       | 68,8                                 | | Tsu          | Préfecture de Mie  |
| E41    | Minamigaoka        | 南が丘       | 71,5                                 | | Tsu          | Préfecture de Mie  |
| E42    | Hisai              | 久居         | 74,0                                 | | Tsu          | Préfecture de Mie  |
| E43    | Momozono           | 桃園         | 75,5                                 | | Tsu          | Préfecture de Mie  |
| E61    | Ise-Nakagawa       | 伊勢中川     | 78,8                                 | Kintetsu : Osaka (interconnexion), Yamada (interconnexion) | Matsusaka    | Préfecture de Mie  |